# Ärmchenbeil

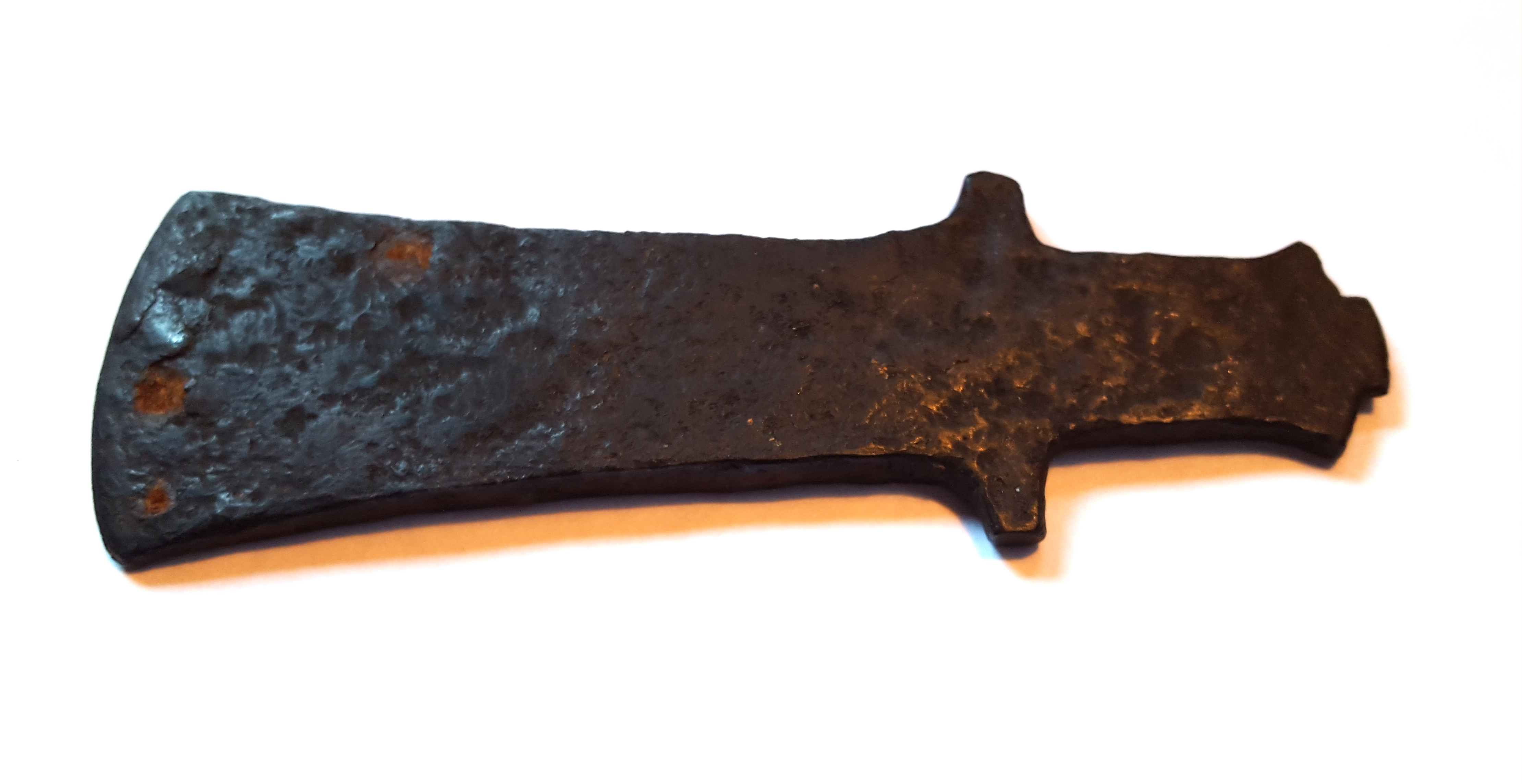
Ärmchenbeil der Hallstattzeit

Das Ärmchenbeil ist ein Flachbeil der Hallstattzeit. Der Name ist abgeleitet von der Form der Klinge, welche zur Befestigung am Schaft zwei seitliche „Ärmchen“ aufweist. Ärmchenbeile waren vor allem in Mittel- und Osteuropa verbreitet.

## Geschichte und Entwicklung

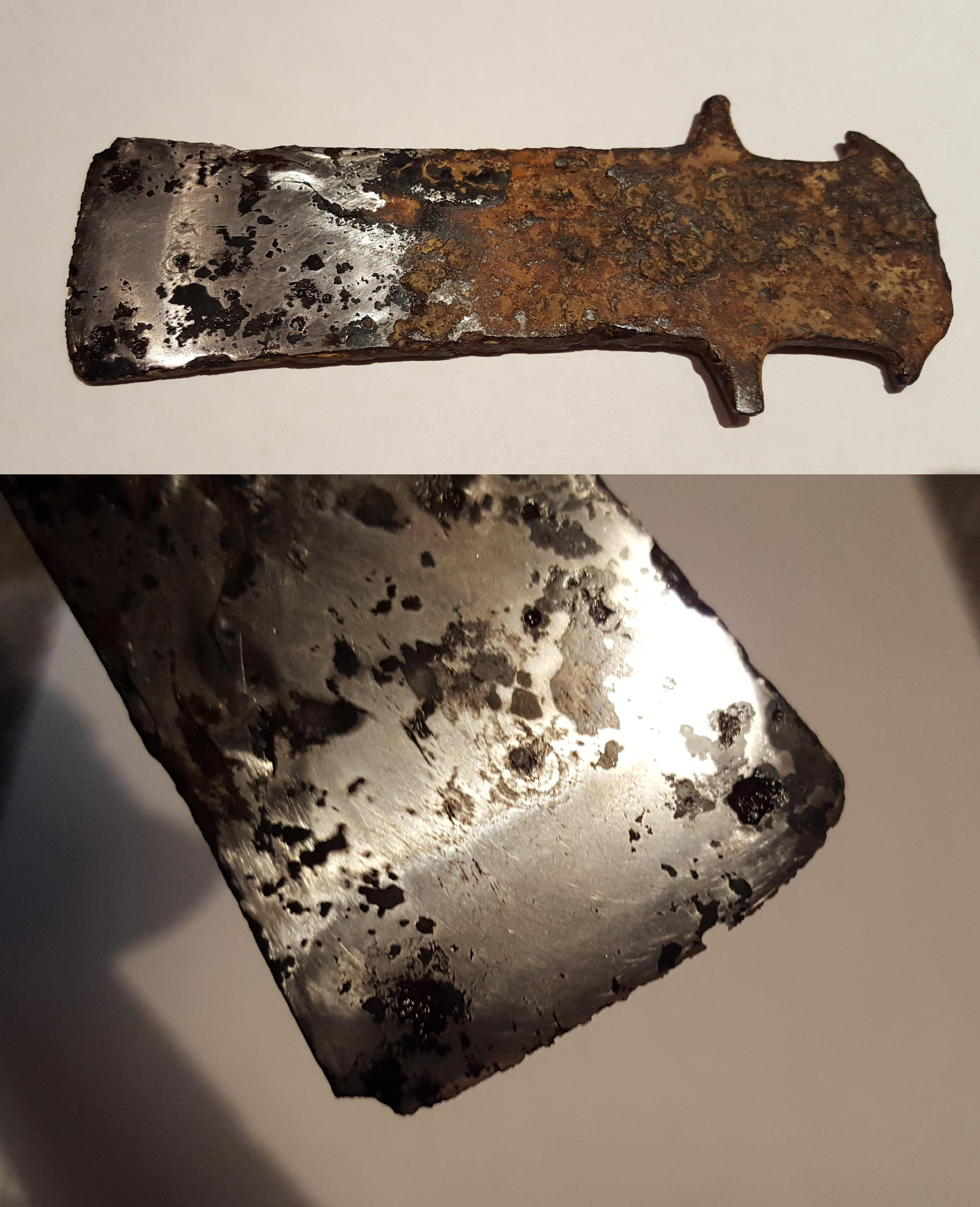
Auf Wassersteinen poliertes Ärmchenbeil mit erkennbarer Härtezone

Ärmchenbeile aus Bronze treten erstmals in Anatolien ab dem 2. Jahrtausend vor Christus auf. Sie verbreiteten sich während der späten Bronzezeit bis in den Bereich der Iberischen Halbinsel. Mit Beginn der Eisenzeit finden sich eiserne Ärmchenbeile in (Süd)Ost- und Mitteleuropa, in West- und Südwesteuropa treten diese nicht mehr auf.
Ärmchenbeile sind eines der frühesten Produkte der Eisenverarbeitung. Sie zeugen bereits von einer weit entwickelten Technologie. Das Material ist gut raffiniert und es finden sich bereits differentielle Härtungen an den Schneiden. Ärmchenbeile werden in der späteren Entwicklung während der Latènezeit von Tüllenbeilen aus Eisen abgelöst. Es wird angenommen, dass es sich primär um Waffen handelt.